# Noruega nos Jogos Olímpicos de Inverno de 1964
A Noruega competiu nos Jogos Olímpicos de Inverno de 1964, realizados em Innsbruck, Áustria.